# 유고수
유고수(劉高遂, ? ~ 기원전 125년? 기원전 116년?)는 전한 중기의 제후로, 치천의왕의 아들이다.

## 생애
원삭 2년(기원전 127년), 회창후(懷昌侯)에 봉해졌다.
사후 시호를 이(夷)라 하였고, 작위는 아들 유연년이 이었다. 유연년의 습작 시기는 《사기》와 《한서》의 기록이 상충하는데, 사기에서는 원정 원년(기원전 116년), 한서에서는 원삭 4년(기원전 125년)이라고 한다.

## 출전
- 사마천, 《사기》 권21 건원이래왕자후자연표
- 반고, 《한서》 권15상 왕자후표 上